# 5975 Otakemayumi
Az 5975 Otakemayumi (ideiglenes jelöléssel 1992 SG) a Naprendszer kisbolygóövében található aszteroida. Kin Endate,  Vatanabe Kazuró fedezte fel 1992. szeptember 21-én.